# Роби Колтрейн
Роби Колтрейн (на английски: Robbie Coltrane) (30 март 1950 г. – 14 октомври 2022 г.) е шотландски актьор. Най-известен е с ролите си на Рубиъс Хагрид във филмовата поредица „Хари Потър“ (2001 – 2011) и Валентин Зуковски в „Златното око“ (1995) и „Само един свят не стига“ (1999) от поредицата за Джеймс Бонд.

## Личен живот
На 11 декември 1999 г. Колтрейн се жени за Рона Гемъл. От нея има син на име Спенсър (р. 1992) и дъщеря на име Алис (р. 1998). Колтрейн и Гемъл се разделят през 2003 г. и по-късно се развеждат.
Умира в болница в Ларбърт, Шотландия на 14 октомври 2022 г.